# Xlumnus
Xlumnus is een geslacht van kreeftachtigen uit de klasse van de Malacostraca (hogere kreeftachtigen).

## Soort
- Xlumnus nhatrangensis (Serène, 1971)